# Plebejus karafutonis
Plebejus karafutonis är en fjärilsart som beskrevs av Matsumura 1929. Plebejus karafutonis ingår i släktet Plebejus och familjen juvelvingar. Inga underarter finns listade i Catalogue of Life.